# Palácio de Monsalud

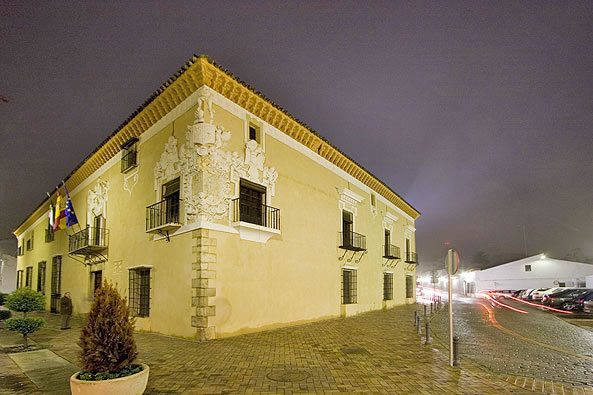
Vista do Palacio de Monsalud.

O Palacio de Monsalud é um palácio situado na localidade de Almendralejo (Província de Badajoz, Espanha). Foi construído em 1752 e foi ali que nasceu o poeta do romantismo José de Espronceda. Actualmente serve de sede do ayuntamiento de Almendralejo.

## Descrição
O Palacio de Monsalud, que ocupa uma grande parcela de terreno formando esquina, tem três pisos, nos quais se abrem vários vãos alintelados. A porta principal possui jambas e lintel de mármore e, sobre ela, um balcão decorado con motivos barrocos com volutas, folhas de acanto, um anjo, dois gaviões, dois leões rampantes e uma cruz emergindo na parte superior.
O edifício é rematado por um friso contínuo, que percorre a parte superior com métopas e tríglifos, e por uma grande cornija com marcados medalhões; nas esquinas, está reforçado com silhares de granito que enobrecem a fachada. Também é de destacar o rendilhado, embora, sem dúvida, o mais característico deste palácio sejam os seus escudos esquinados. O escudo situado na zona inferior está rodeado por uma profusa decoração barroca em relevo, com pergaminhos, motivos vegetais, bustos alados e um elmo. Na zona intermédia aparecem vários putti em diferentes atitudes, com os dos extremos a tocar alaúdes. O escudo superior é chanfrado e carregado por dois grifos rampantes, tendo sobre ele um elmo e uma figura humana com duas cabeças situadas entre os medalhões da cornija.
O interior estrutura-se em torno de um pátio central; no piso térreo, os arcos de volta perfeita apoiam-se em colunas de granito rosado e decorado com um rodapé de azulejaria sevilhana do século XVIII; no primeiro piso subressai uma formosa balaustrada de cerâmica vermelha, sobre a qual se apoiam pequenas colunas de granito com arcos de volta perfeita.
No Salão de Actos encontram-se três óleos pintados por Adelardo Covarsí, nos quais são retratados Carolina Coronado, José de Espronceda e a Marquesa de Monsalud, enquanto na Sala de Juntas está a tela intitulada "El santo del amo", de Manuel Antolín Romero de Tejada.
A época de máximo esplendor deste palácio está ligada ao 5º Marquês de Monsalud, Mariano Carlos Solano Gálvez, que era un grande aficcionado pela arqueologia e contava con uma grande coleccão de peças arqueológicas de diversas culturas.
Ao morrer o Marquês (1910) e a sua mãe, o palácio caiu num estado de abandono, até que, em 1983 se levou a cabo um grande restauro, no qual foram demolidas as duas torres que se encontravam na parte traseira por não estarem dentro da estética do palácio. Uma vez restaurado, o Palacio de Monsalud converteu-se em sede do ayuntamiento de Almendralejo, não restando dúvida que é um dos mais belos palácios da Estremadura.